# Trost und Rath – Das große Schlachten
Trost und Rath – Das große Schlachten ist ein österreichischer Fernsehfilm aus dem Jahr 2025 mit Michael Ostrowski als Armin Trost und Bea Brocks als Anette Rath, der unter der Regie von Nikolaus Leytner entstand. Nach Tanz mit dem Teufel ist dies der zweite Film der Reihe Trost und Rath. Das Drehbuch von Nikolaus Leytner und Anton Maria Aigner basiert auf Motiven des Kriminalromans Der Engel von Graz von Robert Preis.

## Handlung
Der Grazer Kommissar Armin Trost und seine Kollegin Annette Rath ermitteln in ihrem zweiten Fall.
Nachdem eine junge Journalistin ermordet aufgefunden wird, stellt sich heraus, dass eine ähnliche Tat in einem Bestseller, der die schlimmsten Verbrechen in der Geschichte der Steiermark beschreibt, zu finden ist. Die kürzlich veröffentlichte Schrift diente möglicherweise als Anleitung für einen Nachahmungstäter. 
In der Folge geschehen weitere Morde nach ähnlichem Muster. Die Ermittler geraten unter Zeitdruck, weil sie weitere Morde verhindern möchten. Die Spur führt sie zum Autor des Buches, Professor Tadelmann und dessen universitäres Umfeld.

## Produktion

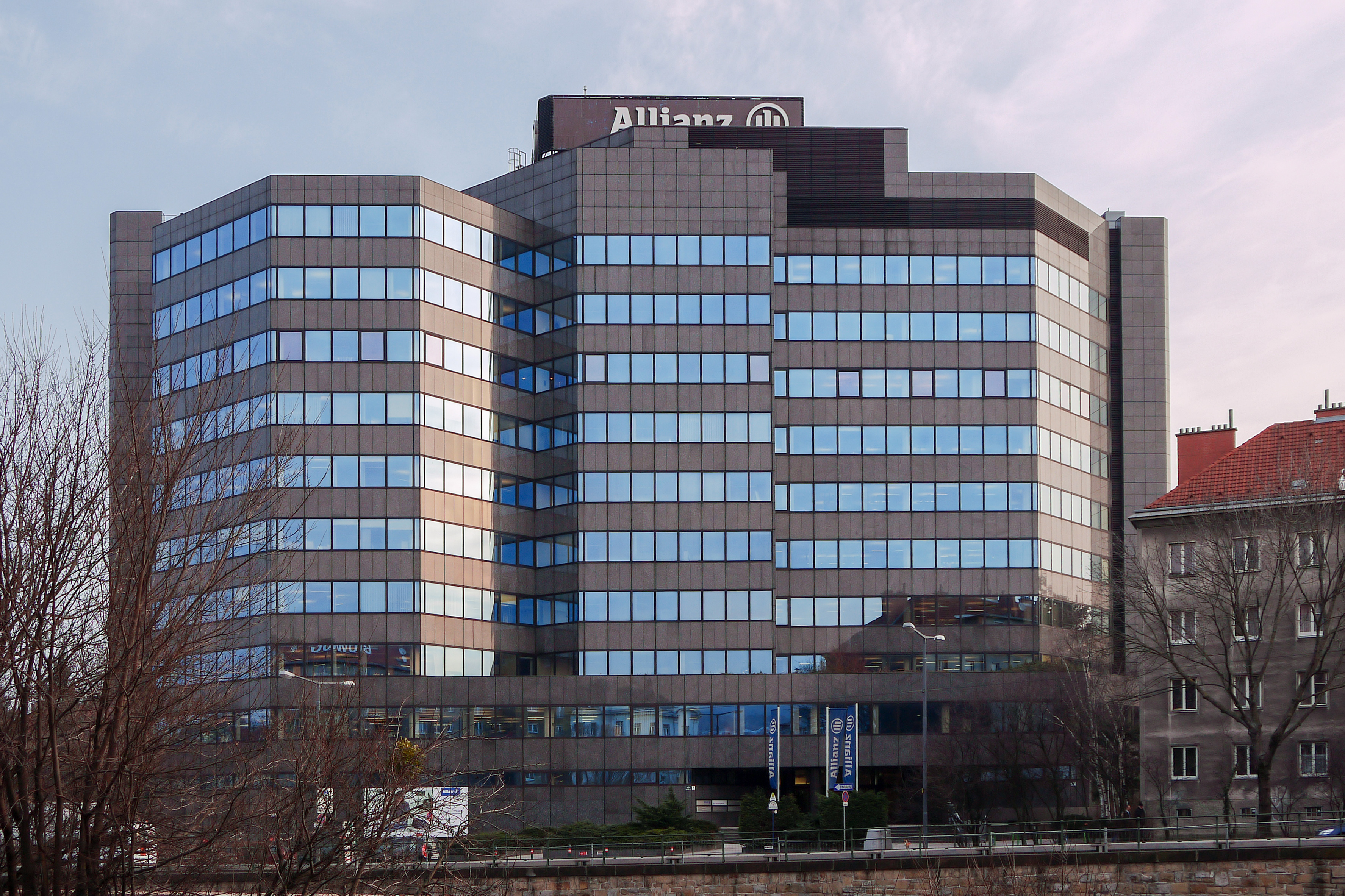
Einer der Drehorte: Das Allianzgebäude am Hietzinger Kai in Wien-Hietzing

Die Dreharbeiten fanden vom 5. April bis zum 7. Mai 2024 in Graz und Wien statt.
Gedreht wurde unter anderem im Allianz-Gebäude in Hietzing von Architekt Harry Glück.
Produziert wurde der Film von der Epo-Film der Produzenten Dieter Pochlatko und Jakob Pochlatko, unterstützt wurde die Produktion von FISAplus und dem Fernsehfonds Austria. Die Kamera führte Hermann Dunzendorfer, die Montage verantwortete Bettina Mazakarini. Den Ton gestaltete Max Vornehm und die Maske Monika Puymann.

## Veröffentlichung
Auf ServusTV sollte der Film ursprünglich am 31. Mai 2025 erstmals ausgestrahlt werden. Die Erstausstrahlung wurde aufgrund der Live-Übertragung des Tennisspieles von Filip Misolic gegen Novak Đoković bei den French Open 2025 in Paris verschoben. Ersatztermin für die Erstausstrahlung soll der 20. September 2025 auf ServusTV sein.

## Rezeption
Barbara Schuster meinte auf the-spot-mediafilm.com, dass beim zweiten Teil der unterhaltsamen Krimi-Reihe neben dem Duo Trost und Rath auch Reinhard Hinterher mehr Spielfläche als ziemlich unfähiger Ermittler erhalte. Es seien die kleinen liebenswürdigen Gesten, die den Charme ausmachten, oft auch nur Blicke, die das Kommissars-Duo zu echten Sympathieträgern machten. Aber die Show stehle dieses Mal eben Dominik Wartas „Graf“. Regisseur Leytner wahre immer einen liebevollen Blick auf seinen Figuren.